# David Le Lay
David Le Lay (Saint-Brieuc, Francia, 30 de diciembre de 1979) es un ciclista francés  que fue profesional entre 2005 y 2013.
Pasó a profesionales en 2005 en el equipo Bretagne-Jean Floc'h en el que estuvo dos años y medio. Tras pasar año y medio en el Agritubel, en 2010 fichó por el Ag2r La Mondiale y en 2012 pasó al Saur-Sojasun.

## Palmarés
2006
- 1 etapa del Tour de Bretaña
- 1 etapa de la Boucles de la Mayenne

2008
- Tour de Finisterre
- Trofeo de los Escaladores

2009
- Tres Días de Vaucluse
- Circuito de la Sarthe, más 1 etapa
- 3.º en el Campeonato de Francia Contrarreloj

## Resultados en Grandes Vueltas
| Carrera | Carrera         | 2005 | 2006 | 2007 | 2008 | 2009 | 2010 | 2011 | 2012 | 2013 |
| ------- | --------------- | ---- | ---- | ---- | ---- | ---- | ---- | ---- | ---- | ---- |
|         | Giro de Italia  | —    | —    | —    | —    | —    | —    | —    | —    | —    |
|         | Tour de Francia | —    | —    | —    | 79.º | Ab.  | Ab.  | —    | —    | —    |
|         | Vuelta a España | —    | —    | —    | —    | —    | —    | 51.º | —    | —    |

—: no participa

Ab.: abandono

## Equipos
- Bretagne (2005-2008)[3]
  - Bretagne-Jean Floc'h (2005-2006)
  - Bretagne Armor Lux (2007-2008)
- Agritubel (2008[4] -2009)
- Ag2r-La Mondiale (2010-2011)
- Sojasun (2012-2013)
  - Saur-Sojasun (2012)
  - Sojasun (2013)